# Donald Kuspit

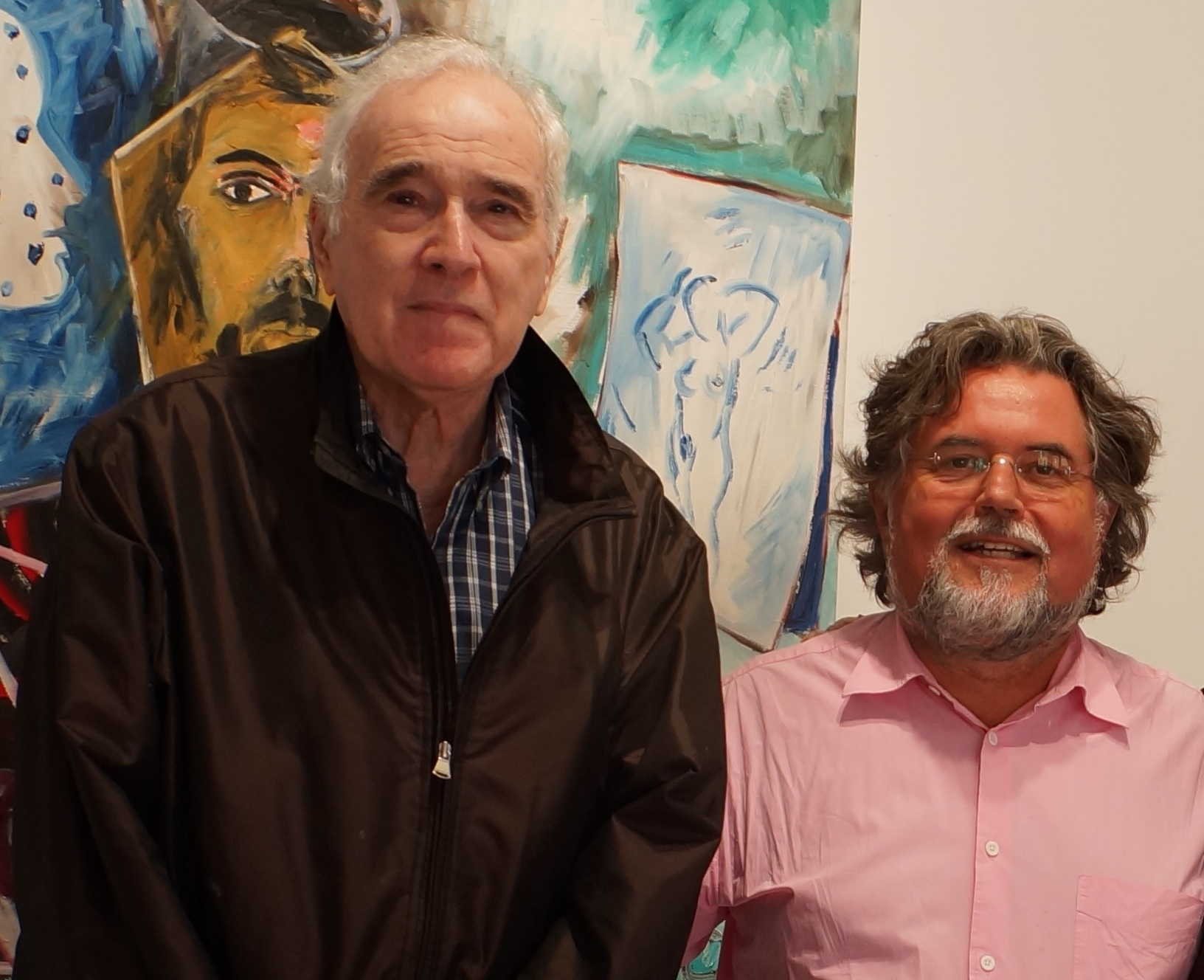
Donald Kuspit und Stefan Szczesny in der 532 Gallery Thomas Jaeckel in New York, September 2012

Donald B. Kuspit (* 26. März 1935 in New York) ist ein US-amerikanischer Kunstkritiker und -wissenschaftler.

## Leben
Nach Studien an der Columbia University (B.A.) und Yale (M.A.) wurde er 1960 an der Johann Wolfgang Goethe-Universität Frankfurt am Main bei Theodor W. Adorno im Fach Philosophie promoviert. Eine zweite Dissertation schloss er 1971 an der University of Michigan im Fach Kunstgeschichte ab. Kuspit unterrichtete u. a. an der University of North Carolina in Chapel Hill und der State University of New York at Stony Brook. Von 1991 bis 1997 war er außerdem A. D. White Professor at Large an der Cornell University. 1983 erhielt Kuspit für seine kunstkritischen Arbeiten den Frank Jewett Mather Preis der College Art Association.
Neben seinen wissenschaftlichen und kuratorischen Tätigkeiten hat Kuspit auch einige Gedichtbände veröffentlicht.

## Veröffentlichungen (Auswahl)
- The cult of the Avantgarde artist. Cambridge 1993.
- Signs of psyche in modern and postmodern art. Cambridge 1993.
- Szczesny. Köln 1995.
- Idiosyncratic identities. Artists at the end of the avant-garde. Cambridge 1996.
- Psychostrategies of avant-garde art. Cambridge 2000.
- The dialectic of decadence. Between advance and decline in art. New York 2000.
- The rebirth of painting in the late twentieth century. Cambridge 2000.
- Don Eddy. The art of paradox. New York 2002.
- The end of art. Cambridge 2004.
- Albert Paley. Sculpture. Milan 2006.
- Spooked by Art: Christopher Winter’s Germania. In: Spook-a-rama. Ausstellungskatalog. Edelman Arts, New York 2008.
- The Gods & Other Beings. Einführung von Diane Thodos. Ziggurat Books International, 2010, ISBN 978-0956103871